# 패션 70's
《패션 70's》는 2005년 5월 23일부터 2005년 8월 29일까지 방영된 SBS 월화드라마이며, 두 여자 패션 디자이너의 꿈과 사랑, 경쟁을 다룬 작품으로 평균 시청률 24% 최고 시청률 31%기록 2005년에 10번째로 가장 높은 시청률을 기록한 드라마가 되었다.
한편, 이 작품은 방영 초기 24부작으로 알려졌지만 후반에 주연배우들과는 24부로 계약하고 제작사는 방송사와 30부작으로 계약한 것으로 알려져 논란이 발생했으며 이에 배우들에게도 배우들에게도 30회까지의 연장을 거의 통보식으로 발표했다가 28회로 간신히 마무리됐다.
아울러, SBS는 해당 작품의 후속으로 사전제작 미니시리즈 《내 인생의 스페셜》을 편성할 예정이었지만 명세빈(윤혜라 역)이 같은 시간대 KBS 2TV 미니시리즈 《웨딩》의 배역을 포기하는 것이 아니냐는 논란이 일었으나 SBS 편성설이 불발되는 바람에 명세빈은 '겹치기 출연'을 피할 수 있었다.
게다가, 《내 인생의 스페셜》에서 윤예린 역을 맡았던 강은비는 이 작품이 동시간대 타방송사 수목 미니시리즈로 편성될 가능성이 높아져 KBS 2TV 《황금사과》캐스팅 제의를 뿌리쳤으며 《내 인생의 스페셜》은 방송사와 외주제작사 간의 해외 판권에 대한 이견 등의 이유로 편성이 불발됐다가 뒷날 주연배우들의 촬영 중 부상으로 방송이 중단된 《늑대》후속 MBC 월화 미니시리즈로 간신히 편성됐다.
이렇게 되자 SBS는 《서동요》를 대타로 올렸지만 촬영일정 등이 지연되어 2005년 9월 5일로 첫 회를 정했고 이 과정에서 SBS는 <패션 70's>를 매주 1회씩 내보내는 편법을 택했다.

## 초반 줄거리 요약
강희는 군부대에서 빼돌린 물품으로 돈을 모은다. 준희는 부잣집 딸이지만 또래의 강희를 쫓아 다니며 같이 논다. 양자는 딸 강희와 친구 준희를 데리고 군부대에 들어간다. 강희는 망을 보고, 양자는 그동안 숨겨 놨던 물품들을 준희의 옷 속에 감춘다. 양자는 허둥대다가 동영의 가방을 건드리고, 안에 있던 짐이 쏟아진다. 양자는 진주반지를 슬쩍한다. 몰래 빠져 나오던 세 사람은 준희의 실수로 군인들에게 들킨다. 양자는 진주만 빼내서 강희에게 억지로 먹인다. 양자는 영창에 가고, 강희는 의무실에 갇힌다. 준희는 부모 창회와 영수가 와서 데리고 간다.
한편 중공군이 남하하면서 유엔 사령부가 발칵 뒤집힌다. 유엔 사령부 워커 장군은 부하들의 희생을 감소하기 위해서 주민들 몰래 남쪽으로 철수하기로 한다. 국군 김홍석 장군은 반대하다가 할 수 없이 주민들을 위해서 전선에 남겠다고 한다. 마침 디자이너 장봉실이 통행증을 받기 위해서 김장군을 찾고, 김장군은 패션쇼를 열어 주면 통행증을 내주겠다고 제안한다. 드디어 패션쇼가 열리고 유엔군은 철수를 시작한다. 강희는 배가 아파서 유리창을 깨고 밖으로 나왔다가 포탄이 터지는 것을 보고 엄마 양자를 구하러 간다. 양자는 강희만 피신 시키고, 돈을 찾으러 비밀창고에 갔다가 정자와 챠리에게 당한다. 창회와 영수는 포탄이 쏟아지는 긴박한 상황에서 준희를 목 터지게 찾아다닌다. 준희는 집 나온 것을 혼날까봐 부모가 찾는데 도망치다가 빈의 도움으로 패션쇼단의 짐에 숨어 들어 잠이 든다. 여자 장교는 강희를 준희로 알고 피신시키는데......
장봉실 패션쇼단의 짐 속에서 자던 준희는 잠에서 깨어나지만 질식해서 의식을 잃는다. 빈은 준희가 짐 속에 있다는 것을 깨닫고 찾아내지만 의식이 없다. 방육성은 인공호흡으로 준희의 숨을 돌린다. 창회와 영수는 딸 준희를 찾기 위해서 여자 장교의 차를 타고 쫓아간다. 창회와 영수는 겨우 어렵게 트럭을 잡아서 준희를 찾지만 강희라는 사실을 알게 된다.
창회와 영수는 위험을 무릅쓰고 준희를 찾기 위해서 군인들의 만류를 뿌리치고 차를 돌린다. 강희는 엄마 양자를 찾기 위해서 차에 올라 탄다. 강희는 가다가 배가 아파서 차에서 내리고, 창회는 차를 몰고 그냥 떠난다. 터널을 지날 때 영수는 마주치는 장봉실의 차에 있는 준희를 본다. 창회는 다시 차를 돌려서 터널로 들어간다. 그 때 남침을 막기 위한 군인들의 폭파 작업이 진행되고, 창회는 겨우 목숨을 건지지만 영수는 숨을 거둔다. 한편 장봉실과 방육성은 한달치 숙식비를 지불하고 준희를 여관에 맡긴 채 떠난다. 장빈은 어린 준희가 애처로워 나무판에 이름표를 만들어 준다. 준희는 돌아다니다가 화장실에서 우연히 강희를 만난다. 준희와 강희는 여관에서 쫓겨나고, 거지 생활을 시작한다. 강희는 준희에게 부모 창회와 영수가 죽었다고 얘기한다. 준희는 큰 충격을 받는다. 강희는 시장에서 우연히 만난 정자와 챠리에게 엄마 양자가 죽었다는 얘기를 듣는데......

## 등장 인물

### 주요 인물
- 이요원(아역 변주연) : 한더미 역
- 김민정(아역 정민아) : 고준희 역
- 주진모(아역 김영찬) : 김동영 역
- 천정명(아역 은원재) : 장빈 역

### 앙상블
- 이혜영 : 장봉실(장빈 모) 역
- 김병춘 : 방육성 역
- 현영 : 하연경 역
- 조계형 : 피에르 방(방육성 조카) 역
- 김소연 : 오상희 역

### 맹골도
- 송옥숙 : 오갓난(본명 이양자, 고준희 친모) 역
- 성동일 : 양근 역

### 그 외
- 전인택 : 고창회(한더미 친부) 역
- 이미영 : 영수(한더미 친모) 역
- 최일화 : 김홍석(김동영 부) 역
- 정소영 : 전쟁 중 여군 역
- 하지원 : 한국전쟁 당시의 여대생 역 (3회 특별출연)
- 임대일
- 이소미
- 최민
- 배수빈 : 중공군 소위 역
- 문영동 : 챨리 역
- 리키 김 : CIA 조사관 역
- 김응수 : 한국 대통령 역
- 김광규 : 형사 역
- 오현수 : 교도관 역

## 수상
- 2005년 SBS 연기대상 10대 스타상, 특별기획부문 연기상 이요원
- 2005년 SBS 연기대상 10대 스타상 김민정
- 2005년 SBS 연기대상 10대 스타상 주진모
- 2005년 SBS 연기대상 뉴스타상 천정명
- 2005년 제42회 백상예술대상 TV부문 남자신인연기상 천정명

## 시청률
아래의 파란색 숫자는 '최저 시청률'이고, 빨간색 숫자는 '최고 시청률'입니다.
| 2005년 | 2005년   | 2005년         | 2005년       |
| 회차   | 방송일   | AGB 시청률     | AGB 시청률   |
| 회차   | 방송일   | 대한민국(전국) | 서울(수도권) |
| ------ | -------- | -------------- | ------------ |
| 제1회  | 5월 23일 | 15.1%          | 16.6%        |
| 제2회  | 5월 24일 | 16.2%          | 18.6%        |
| 제3회  | 5월 30일 | 17.1%          | 18.6%        |
| 제4회  | 5월 31일 | 18.1%          | 19.1%        |
| 제5회  | 6월 6일  | 21.3%          | 22.8%        |
| 제6회  | 6월 7일  | 22.0%          | 23.8%        |
| 제7회  | 6월 13일 | 20.4%          | 21.7%        |
| 제8회  | 6월 14일 | 20.3%          | 21.7%        |
| 제9회  | 6월 20일 | NR             | 22.2%        |
| 제10회 | 6월 21일 | 21.1%          | 22.2%        |
| 제11회 | 6월 27일 | 21.7%          | 22.5%        |
| 제12회 | 6월 28일 | 24.0%          | 24.8%        |
| 제13회 | 7월 4일  | 24.3%          | 25.2%        |
| 제14회 | 7월 5일  | 24.3%          | 25.3%        |
| 제15회 | 7월 11일 | 24.4%          | 25.1%        |
| 제16회 | 7월 12일 | 24.8%          | 25.5%        |
| 제17회 | 7월 18일 | 25.5%          | 26.8%        |
| 제18회 | 7월 19일 | 23.0%          | 23.7%        |
| 제19회 | 7월 25일 | 23.9%          | 25.7%        |
| 제20회 | 7월 26일 | 24.0%          | 24.8%        |
| 제21회 | 8월 1일  | 20.4%          | 19.9%        |
| 제22회 | 8월 2일  | 24.3%          | 25.0%        |
| 제23회 | 8월 8일  | 26.8%          | 27.9%        |
| 제24회 | 8월 9일  | 28.2%          | 30.1%        |
| 제25회 | 8월 15일 | 27.4%          | 28.9%        |
| 제26회 | 8월 16일 | 29.1%          | 31.3%        |
| 제27회 | 8월 22일 | 26.2%          | 27.3%        |
| 제28회 | 8월 29일 | 26.7%          | 29.9%        |

## 연장
- 패션 70's 방영 분량이 24부작에서 4회 연장되어 28부작으로 변경.확정되었다.

## 같이 보기
- 패션